# Naoki Hattori
Naoki Hattori, född 13 juni 1966 i Tokyo, är en japansk racerförare. 

## Racingkarriär
Hattori körde formel 1 för Coloni säsongen 1991. Han ersatte Pedro Matos Chaves i säsongens två sista lopp eftersom denne inte hade lyckats kvalificera sig till något lopp och det gjorde inte Hattori heller.

## F1-karriär
| Säsong | Stall/Tillverkare | Poäng | Placering |
| ------ | ----------------- | ----- | --------- |
| 1991   | Coloni-Ford       | 0     | –         |